# Cyclemaster
Cyclemaster is een historisch Brits merk van gemotoriseerde fietsen en scooters
De bedrijfsnaam was: Cyclemaster Ltd., EMI, Hayes Middlesex.
De Cyclemaster was in feite een hulpmotor van het Nederlandse Berini die in een achterwiel gemonteerd zat.
In het Verenigd Koninkrijk was het blok (met wiel) vanaf 1950 los te koop, in Nederland alleen in een speciaal fietsframe. De motor vormde eigenlijk een grote wielnaaf, waarin ook de brandstoftank was opgenomen. Het 26cc-motortje dreef de koppeling via een kettinkje aan, terwijl een tweede kettinkje de wielnaaf zelf aandreef. In 1952 werd de cilinderinhoud vergroot tot 32 cc. In 1953 bracht EMI de "Roundsman" op de markt. Dit was een complete transportfiets met een klein voorwiel.
EMI bouwde ook de Britse versie van de Piatti-scooters.

## Cyclemate
In 1955 verhuisde het bedrijf naar Chertsey in Surrey en later in dat jaar ging de productie over naar Britax in Londen. Hier werd de "Cyclemate" uitgebracht, een soort bromfiets waarvan de motor voor de trapperas van een door Norman-frame zat. In 1960 werd de productie van de Cyclemate beëindigd.